# Hans-Peter Miss
Hans-Peter Miss (* 16. Februar 1947) ist ein ehemaliger deutscher Fußballspieler.

## Werdegang
Der Abwehrspieler Hans-Peter Miss begann seine Laufbahn in der Jugend des VfL Benrath, wo er als Torhüter und Stürmer agierte. Seine Profikarriere begann er im Jahre 1970 mit seinem Wechsel von Union Ohligs aus der Verbandsliga Niederrhein zum Karlsruher SC in die damals zweitklassige Fußball-Regionalliga Süd. Unter Trainer Kurt Baluses und mit Mannschaftskameraden wie Rudi Wimmer, Eugen Ehmann, Jürgen Weidlandt, Friedhelm Groppe, Günther Fuchs, Hans Haunstein, Horst Wild und Gerd Becker hatte er mit seinen 19 Ligaeinsätzen und fünf Toren wesentlichen Anteil an der Erringung der Vizemeisterschaft. In der anschließenden Aufstiegsrunde zur Fußball-Bundesliga kam der in Karlsruhe zumeist im Angriff beziehungsweise im Mittelfeld eingesetzte Akteur, aber nicht mehr zum Einsatz.
Nach nur einem Jahr wechselte Miss zum Regionalligisten DJK Gütersloh, wo er unter Trainer Horst Franz den Weg in die Verteidigung fand und er 1972 zum österreichischen Bundesligisten Vienna Wien wechselte. In Wien machte Miss 35 Spiele und erzielte dabei elf Tore. Erneut verließ Miss seinen Verein nach einem Jahr und wechselte zum Regionalligisten Arminia Bielefeld, mit dem er sich 1974 für die neu geschaffene 2. Bundesliga qualifizierte.
Hans-Peter Miss feierte sein Zweitligadebüt am 3. August 1974 beim 1:1 gegen Borussia Dortmund. Sein erstes Tor folgte am 13. Oktober 1974 beim 2:1-Sieg gegen Schwarz-Weiß Essen. Am 1. Februar 1975 verunglückte Miss bei der Partie bei Bielefelds Erzrivalen Preußen Münster. In der 60. Spielminute kollabierte er und wurde bewusstlos. Im Krankenhaus wurde ein Schädelbasisbruch diagnostiziert, den sich Miss in der ersten Halbzeit zugezogen hatte. Miss beendete aufgrund der Folgen im Sommer 1975 seine Karriere.
Später war Hans-Peter Miss noch als Trainer tätig, unter anderem beim Bünder SV.